# Masato Uchishiba
Masato Uchishiba (n. 17 iunie 1978, Koshi, Prefectura Kumamoto, Japonia) este un judocan ce a reprezentat Japonia, medaliat olimpic. A participat la 2 ediții ale Jocurilor Olimpice (2004, 2008) în care a câștigat două medalii de aur.